# World League of American Football
La World League of American Football (WLAF), (Liga Mundial de Fútbol Americano en español) fue una liga de fútbol americano creada en 1990 y disputada entre 1991 y 1992 en Estados Unidos, Canadá y Europa. Quedó inactiva entre 1993 y 1994, pero retornaría en 1995 con equipos únicamente europeos. En 1998 la liga pasó a llamarse NFL Europa.

## Principios
El objetivo principal de la liga era convertirse en una liga mundial, tal como había hecho la World Football League entre 1973 y 1975, pero que sólo llegó hasta Hawái.
La idea iba bien: Tenía equipos en Estados Unidos, Canadá, Alemania, España y Reino Unido. Había una franquicia asignada a Italia, pero la idea no prosperó y fue movida a Raleigh (Carolina del Norte) en EE. UU. También había planes para llegar a Asia.
El partido final del campeonato se denominó World Bowl. Se jugaba a mediados de año, después que cada equipo disputara los 10 partidos de la temporada regular, llegando luego a jugar los playoffs. La World Bowl se jugó en Londres (Inglaterra) en 1991 y en Montreal (Canadá) en 1992.

## Reglamento
Prácticamente el reglamento era el mismo que en el fútbol americano de la NFL, pero con algunas variaciones como el aumento de la puntuación del gol de campo de acuerdo a la distancia de la patada (por ejemplo, si un pateador anota un gol de campo desde 50 yardas puede tener en vez de 3 puntos 4 o 5), y la de la conversión de 2 puntos, que consistía en una jugada normal de oportunidad única luego de un touchdown, idea que luego fue adoptada por la NFL en 1994. Los equipos también estaban obligados a tener, por lo menos, un jugador no estadounidense de titular en el partido. También incluyeron variaciones en el kickoff con patadas cortas, que fue incluida por primera vez en la WLAF.

## Televisión
Los partidos eran transmitidos por USA Network, donde también usaban cámaras en el casco, lo que daba al televidente unas espectaculares imágenes desde la perspectiva del jugador. Los cascos con cámara dejaron de usarse por lo menos una temporada, debido al peso de la cámara y el daño que estas podían sufrir. Esta liga fue pionera en el uso de espejos parabólicos con micrófonos para escuchar lo que decían los jugadores durante el partido.

## Equipos
Los equipos estaban divididos en 3 divisiones: Norteamericana Este (4 equipos), Norteamericana Oeste (3 equipos), y Europea (3 equipos), con 10 equipos en total. En la era 1991-1992 solamente un equipo cambió de sede: Los Raleigh-Durham Skyhawks, los cuales se fueron a Columbus denominándosen como Ohio Glory. En la era 1995-1997 desaparecieron los conjuntos estadounidenses pero se mantuvieron los equipos europeos (Barcelona Dragons, London Monarchs, y Frankfurt Galaxy) agregándosen 3 equipos más (Scottish Claymores, Amsterdam Admirals y Rhein Fire), todos en una sola división, sistema que se mantuvo incluso en el cambio de nombre a NFL Europa.

### Temporadas 1991-1992
División Norteamericana Este:
- New York/New Jersey Knights
- Orlando Thunder
- Montreal Machine
- Raleigh-Durham Skyhawks (luego Ohio Glory en 1992)

División Norteamericana Oeste:
- Sacramento Surge
- San Antonio Riders
- Birmingham Fire

División Europea:
- Barcelona Dragons
- Frankfurt Galaxy
- London Monarchs

### Temporadas 1995-1997
- Barcelona Dragons
- London Monarchs
- Frankfurt Galaxy
- Amsterdam Admirals
- Rhein Fire
- Scottish Claymores

- Datos: Q954220